# Michał Matyas
Michał Franciszek Mieczysław Matyas (né le 28 septembre 1910 à Brzozów en Autriche-Hongrie (aujourd'hui en Pologne) et mort le 22 octobre 1975 à Cracovie) était un joueur et entraîneur de football polonais, qui évoluait au poste d'attaquant.

## Biographie

### Club
Il a notamment joué en Pologne pour les équipes du LKS Pogoń Lvóv ou du Polonia Bytom, ainsi qu'avec l'équipe de Pologne.
Au milieu des années 1920, il part dans la ville de Lvov où il commence à jouer dans l'équipe junior du Pogoń. Avec le LKS Pogoń, il finit meilleur buteur du championnat polonais en 1935 avec 22 buts.
Pendant la Seconde Guerre mondiale, Matyas joue durant une courte période pour le Dynamo Kiev, puis retourne en Pologne, au Polonia Bytom. 

### Sélection
Ses débuts en équipe nationale sont le 10 juillet 1932 à Varsovie (lors d'un Pologne - Suède, 2-0). En tout, il joue dix-huit matchs internationaux (dont les Jeux olympiques d'été de 1936 à Berlin), et inscrit sept buts.

### Entraîneur
Après avoir fini sa carrière, il devient entraîneur et prend notamment la charge de 1950 à 1952 de la sélection polonaise. Il entraîne de nombreuses équipes polonaises dont le Wisla Cracovie, le Stal Mielec ou encore le KS Cracovia.